# Justin Somper

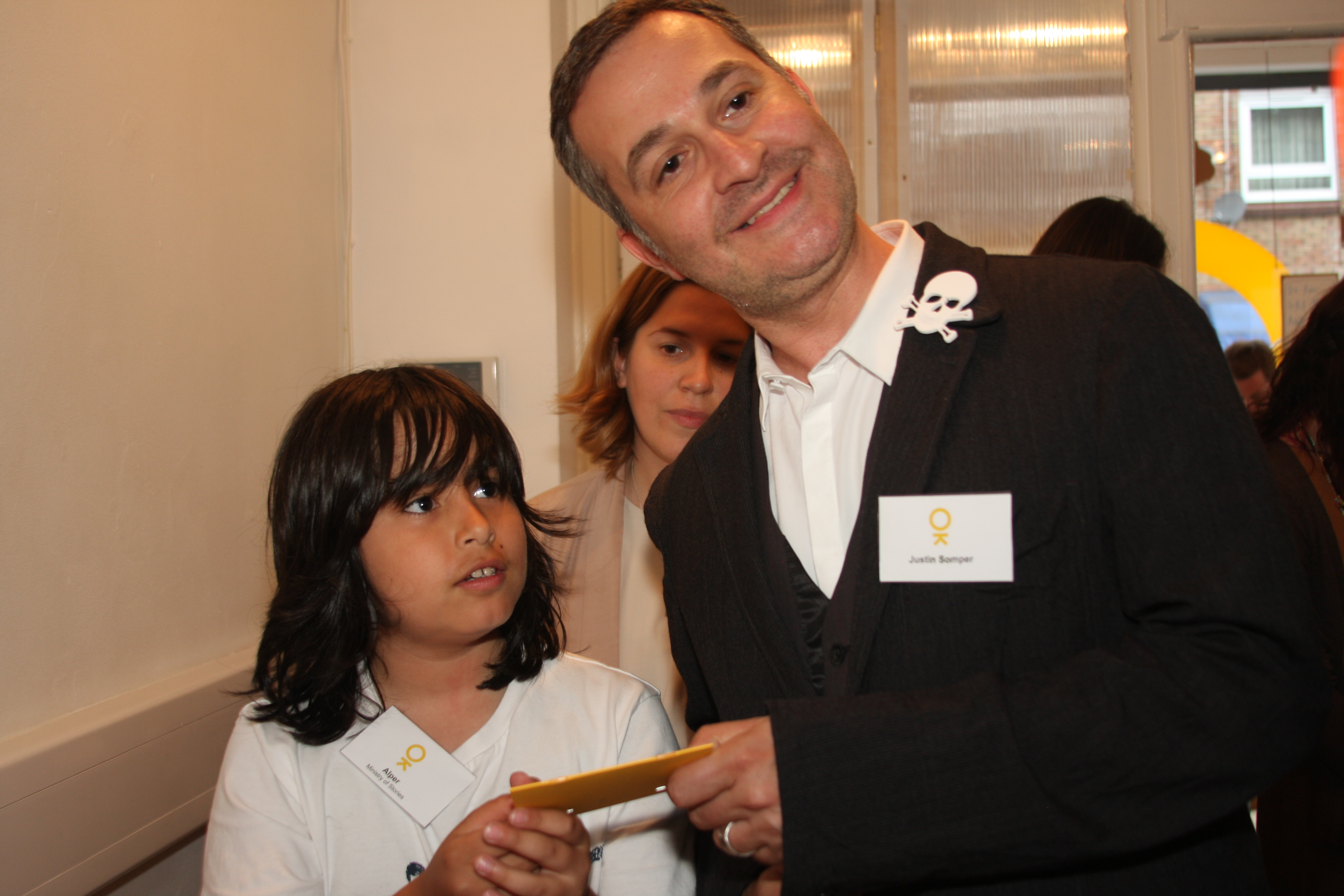

Justin Somper, född i St Albans, Hertfordshire, är en engelsk barn- och ungdomsförfattare. Han gick ut Warwick University innan han började arbeta som publicist. År 2000 började han fokusera på barn- och ungdomsböcker. Han har publicerat böcker i bland annat Storbritannien.